# Cantone di Mordelles
Il Cantone di Mordelles era una divisione amministrativa dell'arrondissement di Rennes.
A seguito della riforma approvata con decreto del 18 febbraio 2014, che ha avuto attuazione dopo le elezioni dipartimentali del 2015, è stato soppresso.

## Composizione
Comprendeva i comuni di:
- Chavagne
- Cintré
- L'Hermitage
- Mordelles
- Le Rheu
- Saint-Gilles